# Xã Mission, Quận Benson, Bắc Dakota
Xã Mission (tiếng Anh: Mission Township) là một xã thuộc quận Benson, tiểu bang Bắc Dakota, Hoa Kỳ. Năm 2010, dân số của xã này là 1.087 người.